# Hội họa Phục Hưng Ý

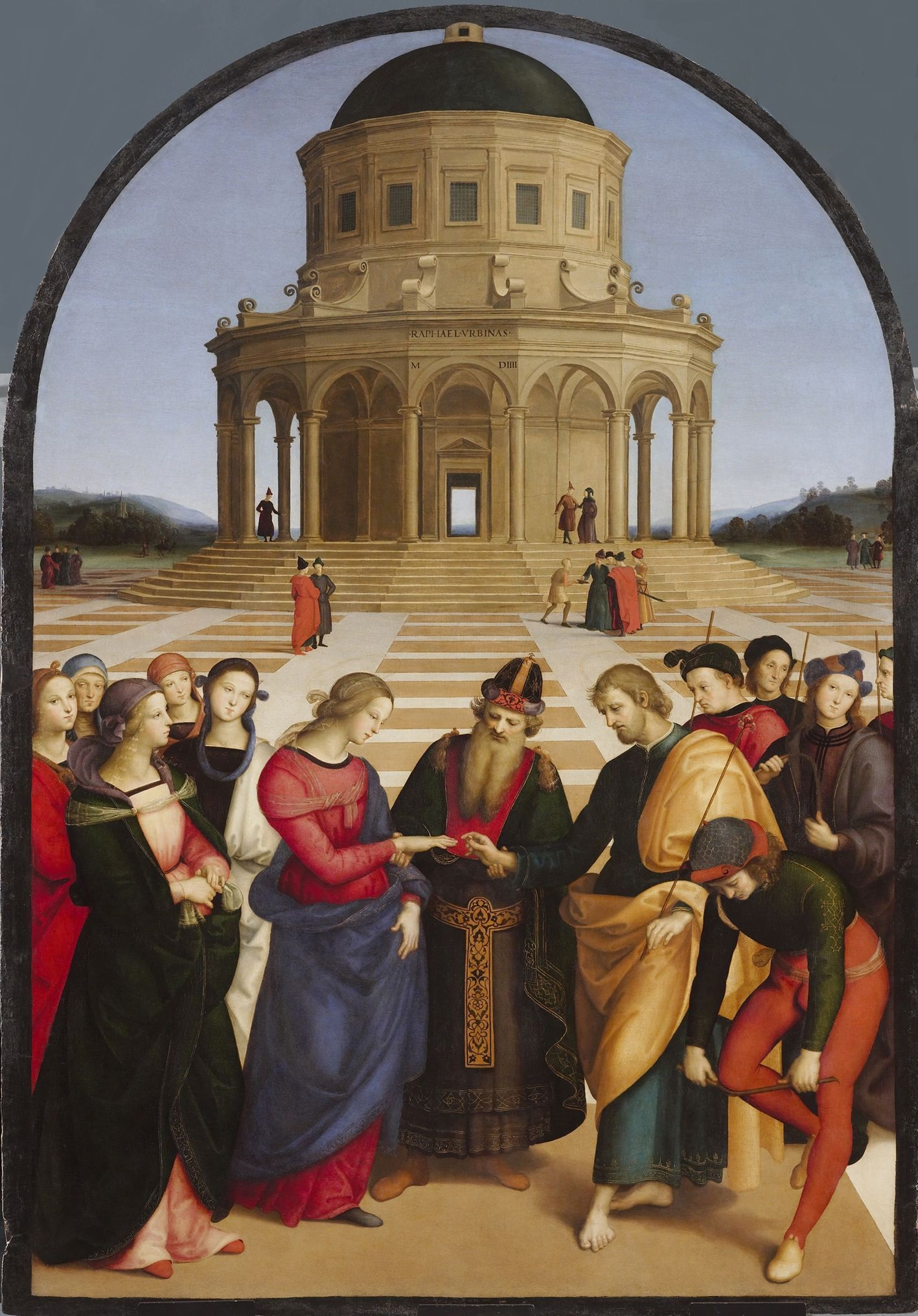
Raphael, The Betrothal of the Virgin

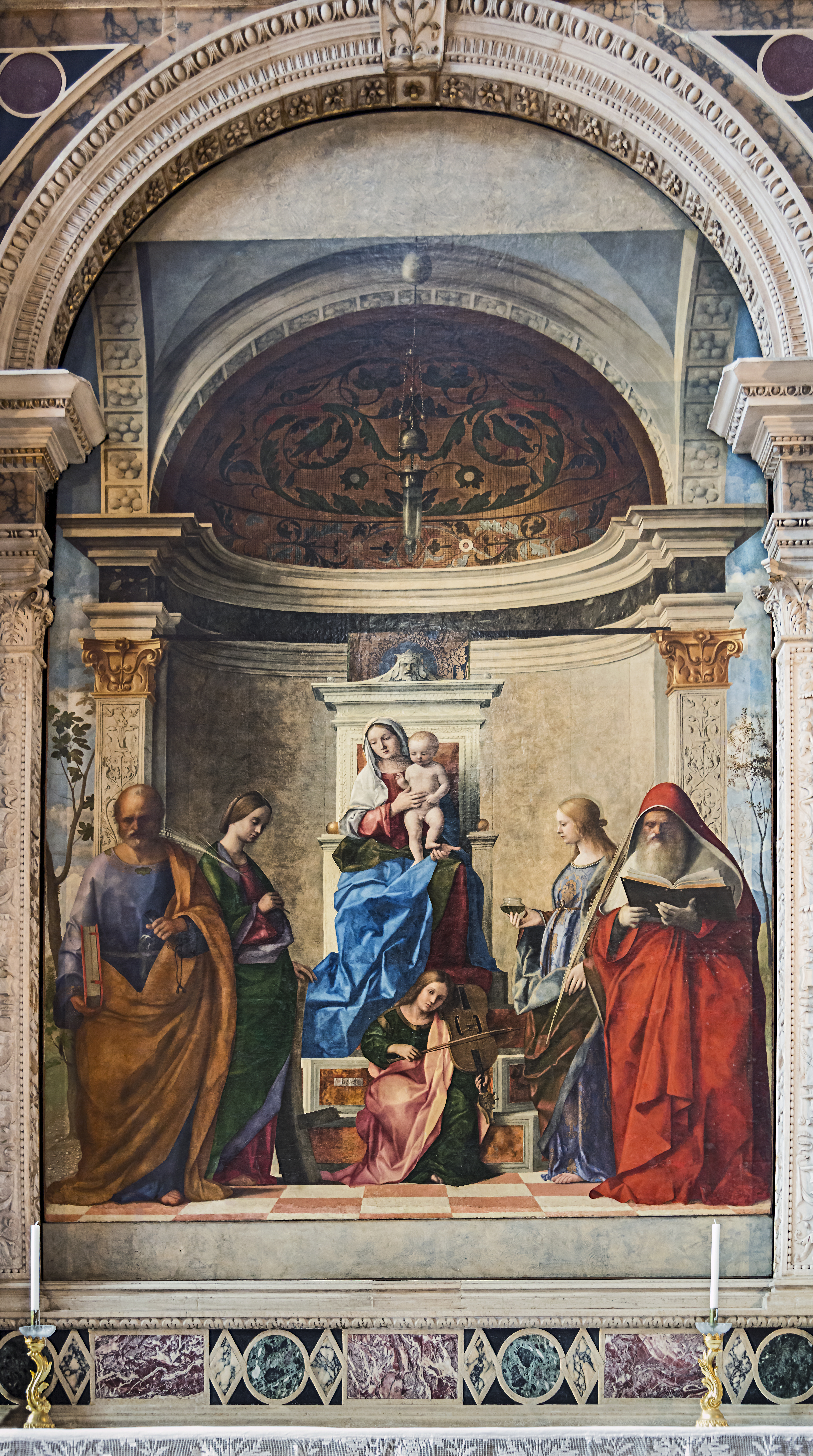
Giovanni Bellini, The San Zaccaria Altarpiece

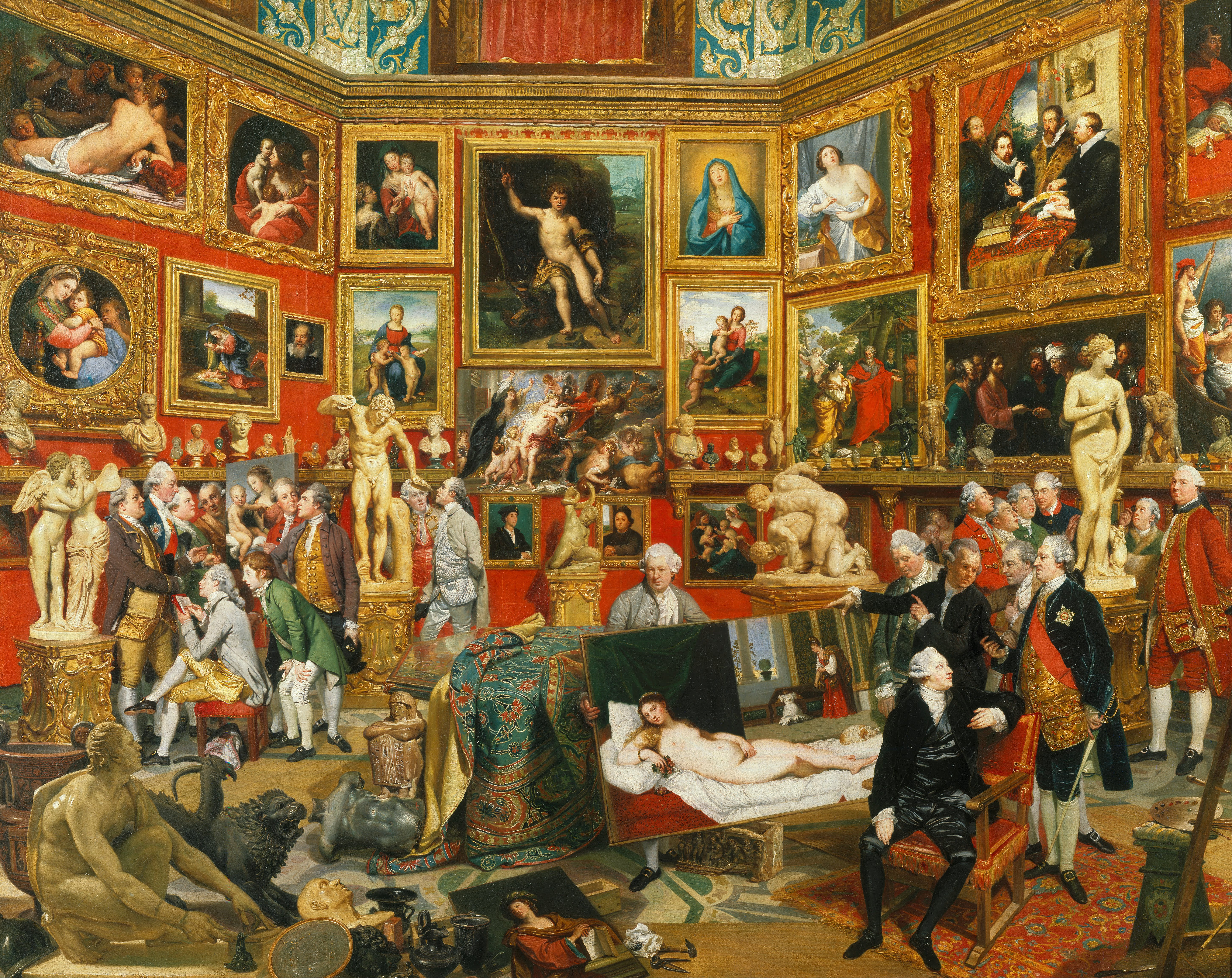
Phòng trưng bày bát giác Tribuna tại bảo tàng Uffizi qua nét vẽ sơn dầu trên vải của họa sĩ Johan Zoffany năm 1772–78, trong tranh có những tác phẩm của nhiều danh nhân thời kỳ Phục hưng

Hội họa Phục hưng Ý là nền hội họa của thời kỳ bắt đầu từ cuối thế kỷ 13 và phát triển mạnh từ ngày đầu thế kỷ 15 đến đầu cuối thế kỷ 16 ở bán đảo Ý, lúc đó được phân chia ra nhiều khu vực chính trị.
Các họa sĩ thời Phục hưng Ý, Mặc dù thường được gắn liền với các triều đình riêng biệt và với lòng trung thành với những thị trấn riêng biệt, vẫn đi lang thang dọc chiều dài và chiều rộng của bán đảo Ý, thường nắm giữ một chức vụ ngoại giao và phổ biến ý tưởng nghệ thuật và triết học.Nó chứa nhiều bí ẩn của con người và chẳng mang cái gì cho cuộc sống của bạn cả vì giờ nó chỉ được trưng bày và cho vào bảo tàng mà bạn phải mất tiền để vào
Các thành phố Firenze ở Toscana nổi tiếng là nơi sinh ra của thời kỳ Phục hưng, và đặc biệt của hội họa thời Phục hưng.
Hội họa Phục hưng Ý có thể được chia thành bốn thời kỳ: Proto-Phục hưng (1300-1400), thời kỳ Phục hưng sớm (1400-1475), thời kỳ Phục hưng cao trào (1475-1525), và trường phái kiểu cách (1525-1600). Những mốc thời gian đưa ra này là gần đúng chứ không phải là những điểm cụ thể: vì cuộc sống của các nghệ sĩ và phong cách cá nhân của họ chồng lấn sang thời kỳ khác nhau.
Thời kỳ Proto-Phục hưng bắt đầu với cuộc sống chuyên nghiệp của họa sĩ Giotto và bao gồm Taddeo Gaddi, Orcagna và Altichiero. Thời kỳ Phục hưng sớm đánh dấu bởi tác phẩm của Masaccio, Fra Angelico, Paolo Uccello, Piero della Francesca và Verrocchio. Thời kỳ cao trào Phục hung với các tác phẩm của Leonardo da Vinci, Michelangelo, Raphael và Titian. Thời kỳ kiểu cách với các tác phẩm của Andrea del Sarto, Pontormo và Tintoretto.